# David Jones (żeglarz)
David Jones (ur. 11 października 1940) – żeglarz sportowy z Wysp Dziewiczych Stanów Zjednoczonych. Olimpijczyk z Monachium w 1972.
Wystąpił w regatach w klasie Soling na igrzyskach olimpijskich w 1972. Zawody żeglarskie odbywały się w Kilonii. Załoga z Wysp Dziewiczych Stanów Zjednoczonych (oprócz Jonesa byli to Richard Holmberg i David Kelly) zajęła 24. miejsce na 26 startujących. 